# 海水電池
海水電池(かいすいでんち、英: seawater cell)とは、リザーブ電池であり、鹹水を電解液として利用する注水電池の一種である。
これは、原理的には、ボルタ電池の一種である。
海水程度の濃度で動作するので、海上での利用(海水を注入して動作させる)を想定して、「海水」の名が冠されている。
なお、塩化銅注水電池などは水電池として区別される。

## 動作原理
この電池は、安定した保存のために、電槽中に鹹水が入っていない状態で保存されている。
使用する時には、鹹水を注入することで、起電力が発生する。
この仕組みから自明なように、海水電池は、一次電池であり、発電はできるが充電はできない。
電極として、カソード(正極)には、例えば、小形で軽量の塩化銀{\displaystyle {\rm {AgCl}}}が、アノード(負極)にはマグネシウム{\displaystyle {\rm {Mg}}}やリチウム{\displaystyle {\rm {Li}}}またはそれらの合金が、それぞれ用いられる。
なお、カソードにはペルオキソ二硫酸カリウム(過硫酸カリウム){\displaystyle {\rm {K_{2}S_{2}O_{8}}}}・塩化銅{\displaystyle {\rm {CuCl_{2}}}}・塩化鉛{\displaystyle {\rm {PbCl_{2}}}}も用いられ得る。
これらの電極が電解液である鹹水に浸されている。
マグネシウム海水電池は電解液に有害物質を用いずに発電できる。
また、材質のマグネシウム{\displaystyle {\rm {Mg}}}自体は、地球上に豊富に存在するので枯渇の懸念が薄く、標準状態下では安定した物質であり、貯蔵できる。
他の一次電池と比較すると、耐圧性に優れ、長期間に亘って安定した出力を得られる。
| 種類                             | 材質                                    | 材質                       | 電解液 | 電解液 | 開路電圧(V) | 動作電圧(V) | 動作電圧(V) | 備考                                                         |
| 種類                             | 正極                                    | 負極                       | 溶質   | 溶媒   | 開路電圧(V) | 最大        | 最小        | 備考                                                         |
| -------------------------------- | --------------------------------------- | -------------------------- | ------ | ------ | ----------- | ----------- | ----------- | ------------------------------------------------------------ |
| 塩化銀海水電池                   | {\displaystyle {\rm {AgCl}}}            | {\displaystyle {\rm {Mg}}} | 鹹水   | 鹹水   | 1.6         | 1.5         | 1.1         | 銀{\displaystyle {\rm {Ag}}}を用いているので高コストである   |
| 塩化鉛海水電池                   | {\displaystyle {\rm {PbCl_{2}}}}        | {\displaystyle {\rm {Mg}}} | 鹹水   | 鹹水   | 1.2         | 1.05        | 0.9         | 放電効率が高く経済性にも優れる                               |
| ペルオキソ二硫酸カリウム海水電池 | {\displaystyle {\rm {K_{2}S_{2}O_{8}}}} | {\displaystyle {\rm {Mg}}} | 鹹水   | 鹹水   | 2.4         | 2           | 1.6         | 安価で高動作電圧を実現している一方で保存には湿気対策を要する |
| 残存酸素海水電池                 | {\displaystyle {\rm {O_{2}}}}           | {\displaystyle {\rm {Mg}}} | 鹹水   | 鹹水   | 1.34        | 3           | 1           | サイズが大きい・複数個を直列接続できない                     |

### 構造
例えば、塩化銀海水電池は、平板状の正極と負極の間にセパレーターを介したサンドイッチ構造を有していて、出力電圧を向上させるために積層させたこの単位構造を直列接続している。
さらに、これが入れられた電解槽には鹹水を入れる注入口と化学反応によって生成される気体の排出口が備えられている。
この海水電池では、次の化学反応を利用している。
負極
{\displaystyle {\ce {Mg->{Mg^{2+}}+2{\it {e}}^{-}}}}
正極
{\displaystyle {\ce {{2H2O}+2{\it {e}}^{-}->{H2}+2OH^{-}}}}
全体
{\displaystyle {\ce {{Mg}+ 2H2O -> {Mg(OH)2}+ H2}}}
この式から分かるように、海水電池に備えられた排出口はこの負極で発生する水素H2 を逃がすために作られている。
また、発生した水素H2 の一部は、電解液中で電流を阻害し、電子H- を放出して水素イオンH+ となる。
この電解分極は電圧降下を引き起こす。

## 用途
海水電池は、既述の特性を生かして、海上または海中にて小電力を長期間に亘って使用する場合に用いられる。
その具体的な用途は、例えば、灯浮標などの海上標識灯から電源の交換が困難である海中測定機器や航空無線機超音波探信浮標(ARSB)までにも及ぶ。
また、海水を利用するという動作原理から、船舶用の遭難信号発信装置の電源としても使われる。
その装置(に組み込まれた電池)は通常は船内に設置されており、当然ながら普段は海水に浸からないので作動しない。
しかし、船舶が浸水したり沈没した場合には、海水の流入で発電が始まって自動的に信号を発信する。
よって、船員が緊急信号を発信する暇も無い場合であっても、設置と点検さえしておけば、海水電池は確実に動作する。
海水電池とほぼ同じ構造・原理で真水を用いる注水電池が気象観測用のラジオゾンデに用いられる。
かつて、GSユアサ製の夜釣り用電気ウキ「ギンピカ」の電池として海水電池が用いられていた（商品名はユアサ銀電池SF-50/75）
またユアサから1961年に模型用としてV1A型銀電池（塩化銀タイプ。20％の食塩水注水にて1.3V/1Ah）が販売されていた。
V1A型銀電池と同時期にユアサ製の海水電池が宇宙科学研究所のカッパロケットの電源として使われていた。
2018年現在、これらの用途にはリチウム電池が用いられている。
2018年現在、防災用として単3形やLEDライト一体型の海水電池（注水電池）が製造販売されている。